# Première Nation de Peerless Trout
La Première Nation de Peerless Trout est une bande indienne de l'Alberta au Canada. Elle a été créée en 2010 en se séparant de la Nation crie de Bigstone. Elle a une population inscrite totale de 916 membres. Elle fait partie du conseil tribal Kee Tas Kee Now et est signataire du Traité 8.

## Démographie
En août 2016, la Première Nation de Peerless Trout avait une population inscrite totale de 916 membres dont 12 % vivaient hors réserve.

## Gouvernement
La Première Nation de Peerless Trout est gouvernée par un conseil de bande élu selon un système électoral selon la coutume basé sur la section 10 de la Loi sur les Indiens. Pour le mandat de 2014 à 2018, ce conseil est composé du chef James Alook et de quatre conseillers. Elle est affiliée au conseil tribal Kee Tas Kee Now.